# Arapaçu-uniforme
Trepa-troncos-uniforme ou arapaçu-uniforme (Hylexetastes uniformis) é uma espécie de ave da família Dendrocolaptidae.
Pode ser encontrada nos seguintes países: Bolívia e Brasil.